# 朝鮮語
朝鮮語（、朝: 조선말, 조선어、英: Korean）または韓国語（、朝: 한국어）は、主に朝鮮半島で使用されている言語で、大韓民国（韓国）と朝鮮民主主義人民共和国（北朝鮮）の国語である。
この言語の名称については議論があるが（後述）、日本の言語学・音韻論など学術的には、表記として「朝鮮語」が用いられてきたことから、本項目では「朝鮮語」に統一し記述する（詳細は「朝鮮語の呼称問題」を参照）。

## 概要

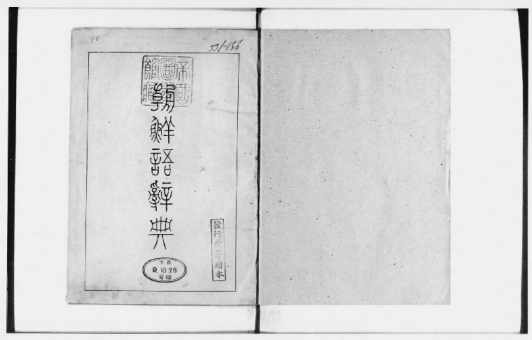
最古の朝鮮語辞書、『朝鮮語辞典』

約5,200万の韓国人、2,500万以上の北朝鮮人、約280万のアメリカ合衆国やカナダの韓国系アメリカ人、韓国系カナダ人、約190万の中国籍である朝鮮族、約80万の在日韓国・朝鮮人と朝鮮系日本人、約70万のロシアや中央アジア、ヨーロッパの高麗人と韓国人の間で話される。ただし、これらのうちウズベキスタンやカザフスタンなど、中央アジアで話されている言語は「高麗語（コリョマル）」として、別言語扱いとされる場合もある。
現在の大韓民国（韓国）の標準語及び朝鮮民主主義人民共和国（北朝鮮）の文化語は、朝鮮王朝の首都が一定して漢城府（現ソウル）であったことから、ソウル特別市の方言がベースとなっている。もっとも、北朝鮮では、文化語は平壌直轄市の言葉を基準としている建前である。
音韻面では、子音に有気音と無気音の対立がある。連音（フランス語で用いられる用語のリエゾンとしばしば混同されるが、実際にはそれに合わせれば「アンシェヌマン」である）が起こることも特徴である。音節構造においては、ほとんどが母音で終わる開音節の日本語とは異なり、子音で終わる閉音節も多く現れる。ただし、在日朝鮮語では日本語の影響で閉音節の発音はほぼ崩壊している。
言語類型論の観点から見ると、日本語と同じ膠着語であり、修飾語は被修飾語に先行し、前置詞ではなく後置詞を用いる。歴史的に日本語やベトナム語と同様に漢字文化の影響があるが、現在の表記には主にハングルが用いられる。
韓国、北朝鮮でそれぞれ規範形の定められている複数中心地言語でもある。言語学的な基準からすると韓国で話されている言語と北朝鮮で話されている言語は同一の言語である（つまり、韓国・北朝鮮とも双方の言語を同一の言語と見なしている）が、南北には発音・語彙・文法・正書法などに違いが存在する。
ISO 639による言語コードは2字ではko、3字ではkorで表される。

## 言語名
日本では、伝統的に「朝鮮半島」や「朝鮮民族」などと同様に「朝鮮」の名を冠した「朝鮮語」という呼称が用いられている。しかし、朝鮮半島が南北に分かれ、日本が韓国としか国交がない現状を反映し、とくに2000年代頃になってからは「韓国語」と呼ぶことが多くなっている。そのほか、「コリア語」「韓国朝鮮語」などの呼称が存在する。また、本来ハングルは文字の名前であり言語の名前ではないが、言語名として「ハングル」を用いることもあり、日本放送協会（NHK）は「ハングル講座」を放送している。ハングル能力検定試験協会は「『韓国・朝鮮語』を統括する意味で『ハングル』を用いて」いると説明している。
一方、韓国では「韓国語」に相当する「한국어（、ハングゴ）」「한국말（、ハングンマル）」という呼称が用いられており、北朝鮮においては「朝鮮語」に相当する「조선말（、チョソンマル）」「조선어（、チョソノ）」という呼称が用いられている。この他に朝鮮民族どうしの表現として「国語」に相当する「국어（國語、クゴ）」や、朝鮮語の固有語で「我々の言葉」を意味する「우리말（ウリマル）」という表現も用いられる。
また、中国では、1949年の建国から社会主義陣営に所属しており、当初から北朝鮮を朝鮮半島全体の唯一の正統政府としていた立場から、朝鮮民族の国家、民族や言語、文化に冠する呼称に「朝鮮」（簡体字で「朝鲜」）を使用し、中国の国民を構成する朝鮮系の集団やその言語に対してもこの名称を用いて、「朝鮮族」や「朝鮮語」と呼称してきた。
しかし、1992年に韓国と中国が国交を樹立してからは、韓国との直接交流が進展し、韓国資本の裏付けにより、韓国式の語彙や文字配列をそのまま移植した語学テキストや辞典類が「韓国語」の名称を冠して発行されるようになった。その結果、韓国の朝鮮語を指す「韓国語」「韓語」は、中国の延辺朝鮮語や北朝鮮の朝鮮語を指す「朝鮮語」とともに併用されるようになってきている。
日本外務省および中華人民共和国外交部の公式ウェブサイトにおいては国に応じて別の呼称を使用している（韓国の公用語は韓国語、北朝鮮の公用語は朝鮮語とされる）。
中国本土を除く中華圏（香港、マカオ、台湾）では政治的な理由から「韓語」としか呼ばない。
また、中央アジアの朝鮮人の間では「高麗語」（고려말、高麗말、Корё маль、コリョマル）という呼称が用いられている。多くのヨーロッパ言語では高麗に由来する Korean （英語）などの名称を用いており、中立性の問題は提起されていない。

## 系統
一般的には分類上アルタイ諸語か孤立した言語と見なされるが、済州語を別の言語として、両者を朝鮮語族にまとめることもある。
アルタイ諸語との関係、また日本語との関係もしばしば議論の的となる。学者によっては、日本語と共にアルタイ諸語に含める場合もある。

### 日本語との比較
統語面では、基本語順はSOV型であり、日本語と類型論的に同じ語順を持つ（なお、語順はそれ単独では同一系統の言語であることを示す証拠にはなり得ない。なぜなら、SOV型は世界の言語の約50%が属す普遍的な語順であり、また同一系統であっても言語によって、更には同一言語であっても時代によって基本語順が異なることがあるため）。否定や法の表現では逆位となる場合やいわゆる「かばん語」によって否定表現が一語となっているものがある。助詞で主題を表示する点は日本語と共通している。
音韻的な面では、古い時代では語頭に流音（ラ行）・有声阻害音（濁音）が立たない点、母音調和が見られる点、母音連続を避ける点などが日本語と共通する。これらはアルタイ諸語に共通して見られる特徴でもあり、朝鮮語及び日本語がアルタイ語族であるという論拠の一つになっている。但し朝鮮語の音節が閉音節（CVC）を基本としているのに対し、日本語は開音節（CV）を基本としているなど、相違点も見られる。
その一方で語彙は、漢字語あるいは字音語を除き、一定の音韻対応によって系統的に同一の祖形に当てはまるものは見出されていない。
江戸時代から、様々な側面から日本語と朝鮮語の類似性を指摘する研究者はたびたび現れている（金澤庄三郎など）。小倉進平は対馬方言と朝鮮語の関係を研究したが、対馬方言への朝鮮語の借用以上のものは見出していない。漢字の呉音は古くは「対馬音」と呼ばれ、研究者の中には朝鮮字音から直接輸入されたと考える者もあったが、河野六郎の研究などによりその重層性が明らかにされていった。
かつてのような単純な説は出されることはなくなったが、現在でも様々な資料と方法によって親族関係を見出そうとする研究が続けられている。共通点については言語連合（Sprachbund, language union、例:バルカン言語連合）の可能性もある。

### アルタイ語族
朝鮮語が孤立した言語でないとしたらアルタイ語族に属すであろうという意見もある。ただし、テュルク語群、モンゴル語群、ツングース語群には文法的に非常に似ていて類似性があるものの、それらが共通の祖語を持つアルタイ語族であるということは今のところ証明されるめどは立っていない。
歴史学の見地から考えると、百済、新羅、高句麗では言語体系が異なるという説もある。しかし、日本で大和民族の政権が支配層として続いているように百済、新羅、高句麗から高麗王朝と朝鮮王朝まで朝鮮民族の王朝がずっと支配層として続いており、昔と現代の言語体系はほとんど変わっていないという説もある。朝鮮語はアルタイ語のうち、ツングース語族との関係が最も深いと考えられており、唯一まとまった文字資料をもつ満州語との比較研究が行われている。

## 方言・変種

### 標準語
朝鮮語を公用語と定めている韓国と北朝鮮は、それぞれ別々の標準変種を規定している。韓国における標準変種は「標準語」（표준어）であり、「ソウルの教養ある人々が使用する言語」と規定される。また、北朝鮮における標準変種は「文化語」（문화어）であり、「平壌の労働者階級が使用する言語」と規定される。ただし、北朝鮮の標準語も実際には伝来のソウル方言を基礎としており、元来の南北の方言差に由来する標準語の差異は、皆無ではないもののかなり限定的である。また、中国領内の延辺朝鮮語は、基本的に北朝鮮の標準語を規範としている。
日本統治前は、朝鮮半島南部と北部出身者が会話した場合に地域間の訛音差から話が通じないことがあった。学校教育推進のために一定の指針となる標準語を求めた朝鮮総督府は、普通学校における標準語の規範を永く首都とされてきた京城府（現ソウル特別市）の中流階級が使用する言語とした。これにより南北双方の言語とも20世紀前半のソウル方言が基礎となったが、韓国と北朝鮮がそれぞれ独自の言語政策に基づいて標準語を発展させていった結果、語彙・正書法・辞典における文字配列の順序などで、韓国における「한국어」「한국말」と北朝鮮における「조선말」「조선어」の間に相異が出ている。たとえば韓国と北朝鮮では、独立後に漢字表記の廃止と日本語語彙の置き換えが着手されたが、それぞれが個別に行った結果、韓国における「韓国語」と北朝鮮における「朝鮮語」の相違を拡大することになった。
韓国と北朝鮮の言葉の違いに関しては朝鮮語の南北差を参照。

### 方言

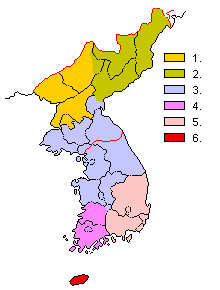
小倉進平による方言区分（1940）

朝鮮語の方言は大きく本土方言と済州方言に分けられ、そのうちの本土方言は西北方言（平安道方言）、東北方言（咸鏡道方言）、中部方言（黄海道、江原道、京畿道、忠清道方言）、西南方言（全羅道方言）、東南方言（慶尚道方言）の5つに分類される。韓国の標準語の基礎になったソウル方言は中部方言に属し、日本においても比較的知られている釜山方言や大邱方言は東南方言に属する。
- 本土方言  - 西北方言（平安道方言）
  
  - 東北方言（咸鏡道方言）
  
  - 中部方言（黄海道、江原道、京畿道、忠清道方言）
    - ソウル方言
    - 嶺東方言
    - 忠清方言

  - 西南方言（全羅道方言）
  
  - 東南方言（慶尚道方言）
    - 釜山方言
    - 大邱方言
- 済州方言

### 他言語との接触によって生じた朝鮮語の変種
在日朝鮮語
在日韓国・朝鮮人が家庭内や仲間内で用いる朝鮮語。語彙や発音の面で日本語の影響を強く受けている。したがって、日本人の朝鮮語学習者と同じような発音となる傾向が非常に多く、また日本語からの借用語が極めて多い。また、在日朝鮮語を使用するのはオールドカマーである特別永住者が中心で慶尚道・全羅道・済州道などの南部地方出身者が多いため、中部方言であるソウル方言とは相違がある場合が多い。
中国朝鮮語
中国に居住する朝鮮族の間で使用される朝鮮語。
コリョマル
高麗人（旧ソ連、中央アジアに住む朝鮮民族）が用いる朝鮮語。中国朝鮮語同様、ベースは近代化以前の地方方言であり、音韻・語彙・統語全ての面でロシア語の影響を強く受けている。現在では若年層が習得することのほとんど無い、絶滅危機に瀕した言語変種である。

## 音韻
朝鮮語の音節は (C) V (C) の構造を持つ。
短母音は本土方言 /a/、/ɛ/、/e/、/i/、/ɔ/、/o/、/u/、/ɯ/ の八つであり、ソウル方言では /ɛ/ と /e/ の区別はなくなり（融合・合流）、母音音素が7つになっている。二重母音は/ɰi/のみである。母音調和は中期朝鮮語には存在したが、現代語ではその痕跡を残すだけにとどまる。
子音は破裂音 /p/、/pʻ/、/pʰ/、/t/、/tʻ/、/tʰ/、/k/、/kʻ/、/kʰ/、破擦音 /ʨ, ʨʻ, ʨʰ/、摩擦音/s/、/sʻ/、/h/、鼻音 /m/、/n/、/ŋ/、流音 /l/ が存在する。破裂音及び破擦音は平音、濃音、激音が対立し、摩擦音の /s/ は平音、濃音が対立する。
語頭においては /l/、/ŋ/ が立つことができず、/i/、/j/ の前に /n/ が立つこともできない（外来語は除外）。音節末においては平音/濃音/激音の対立が中和され、また破擦音及び摩擦音が /t/ に中和されるため、/p/、/t/、/k/、/m/、/n/、/ŋ/、/l/ しか現れることがない。また音節末の破裂音 /p/、/t/、/k/ は内破音（無開放閉鎖音）として発音され、多くの日本語母語話者にとって聴き取りの難しいものである。
また、さまざまな同化規則が存在する。

## 表記
朝鮮半島に漢字が伝えられて以来、吏読や郷札、口訣など漢字の音や訓を用いて朝鮮語を表記する方法がいくつか試みられた。しかし朝鮮語と中国語の言語構造の違いや朝鮮語音韻の複雑さから普及度は小さかった。本格的な表記が始まったのは1443年の訓民正音制定以降である。最初期の表記法は一部の例外を除いて文字を発音通りに綴る表音主義的な表記法であった。16世紀からは形態主義的な表記法も徐々に取り入れられ始めたが、知識人の書く文章では形態主義的綴り、庶民の書く文章では表音主義的綴りが多く見られた。
初期のハングル文字は「庶民向けの文字」と位置付けられ、上流階級である両班層は漢字を使い続けた。燕山君（1494–1506）時代に、燕山君は自分を批判する匿名の文書がハングルで書かれていたことを理由に、ハングルを公的に使用することを禁止した。後の中宗（1506–1544年）の時代以後にもハングルは公式な文書から排除され続けた。よって、ハングルは主に庶民の間で非公式に使われる形に限定されていた。ただし、厳しい身分制度などの都合上、庶民には教育の機会は十分になく、識字率の向上は限定的なものだった。
ハングルが再び注目されるようになったのは、19世紀末から20世紀初頭にかけての朝鮮末期と日韓併合時代である。特に、日韓併合期には日本語の強制に対抗する形でハングルの重要性が強調された。
19世紀末期には福沢諭吉の発案によって日本語の漢字かな交じり表記と似た漢字ハングル交じりで書かれた朝鮮語が文言（漢文）と並ぶ行政語の地位を獲得し、1883年に井上角五郎が創刊した漢城旬報が1886年に漢城周報に紙名を改名した後に採用した。
この時期、ハングルは民族意識の象徴として再評価され、正書法も徐々に固まりつつあったが、それらが根付く前に朝鮮は日本統治時代へと突入することになる。漢字ハングル交じり表記は後の時代(1990年代後半頃まで)にも新聞の見出しや書物の表題、序文などに見られるが、それによって本文が書かれた書物はほとんど存在しない。
日韓合邦後に、金沢庄三郎と小倉進平の両博士を中心とする日本人言語学者は、近代朝鮮語の表記を科学的に体系化して言語として完成させた。
小倉博士の「朝鮮語学史」によれば、朝鮮が清の文化から離脱し独自性を強調するために国学・国文の使用を鼓舞しハングルを奨励しはじめたのは、1897年の日清戦争後からで、朝鮮が大韓帝国として清から独立してからであった。
朝鮮総督府は併合初期の1911年に、「諺文綴字法研究会」を発足させて、1912年に「普通学校用諺文綴字法」を定めたが、これはそれまでの民間の慣習的表記法を整理し成文化したものである。
正書法は「朝鮮語綴字法統一案」（1933年）など更に数度の修正を経て、2008年現在、韓国では「ハングル正書法」（1988年）、北朝鮮では「朝鮮語規範集」（1966年制定、1987年改正）が用いられている。南北の正書法共通の最大の特徴は、形態主義を採ることと分かち書きをすることである。
朝鮮語には連音や同化などの音韻規則が豊富であり、一つの形態素が音韻的な環境によって別々の音声として現れることが多々ある。音声が異なっていても同じ形態素であれば、可能な限り同じ文字で表記しようというのが形態主義である。分かち書きの単位は日本語における文節に近いが、南北の現行の正書法では分かち書きの規定が互いに若干異なる。概して南は分かち書きを多用する傾向にあり、北は分かち書きが少ない傾向にある。
また、朝鮮語をラテン文字で表記する方法については朝鮮語のローマ字表記法を参照。
1992年、韓国において、教育課程改訂で小学校での漢字教育が事実上なくなった。ただし、中学校や高校では引き続き漢字を学ぶ機会はあった。

## 文法

### 形態論
インド・ヨーロッパ語族やアフロ・アジア語族に見られる性・数の概念はなく、性・数・格の一致の概念もない。
- 名詞の格は格助詞によって表される。話し言葉では格を明示しなくても文脈上明らかであれば省略する。
- 一つの名詞が複数の格助詞をとることができる。二つの格助詞が組み合わさって新しい意味を持つこともある。
- 動詞は語幹のみでは文節を形成することができず、必ず終結語尾を必要とする。
- 動詞と終結語尾の間には時制やアスペクト、主体敬語を表す先語末語尾を挿入することができる。
- 形容詞は動詞とほぼ同じ活用をする。また、日本語と異なり形容詞と形容動詞の分化はない。
- 冠形詞は名詞を修飾する不変化詞で、日本語の連体詞に相当する。
- 敬語には対者敬語、主体敬語、客体敬語の三つがあり、日本語の丁寧語、謙譲語、尊敬語にほぼ相当する。
- 名詞、助詞、動詞には敬語を表す特別な語彙（補充形）があり、敬語を表す名詞接尾辞、敬語を表す動詞（主体敬語を表す語尾先語末語尾と対者敬語を表す終結語尾）がある。
- 対者敬語を表す終結語尾は敬意の程度が6段階に分かれるが、そのうちよく使われるのは4段階のみである。
- 標準日本語の敬語はウチとソトの概念に関して相対的であるが、朝鮮語の敬語は序列（血縁的なものも含む）に関して相対的である。
  - （母に対して）아버지께서 오셨어요.（お父さんがいらっしゃいました）
  - （祖父に対して）아버지가 왔어요.（お父さんが来ました）

## 語彙
朝鮮語の語彙は大きく分けて固有語（朝: 순우리말）、漢字語（朝: 한자어）、外来語（朝: 외래어）の3つの階層から成り立っている。特に韓国における朝鮮語の外来語のほとんどは英語であり、固有語の上に漢字語（古典中国語系語彙）と英語などの欧米系借用語の2つの上層を持つという意味において日本語に似た語彙構造を持っているということができる。それぞれの階層の語が語彙全体の中で占める割合を日本語と比べた場合、固有語と外来語は割合がやや少なく、漢字語は割合がやや高い。
1層目の固有語は古来の朝鮮語である。全ての品詞に広く分布しており、朝鮮語の語彙の核であるが、日本語と同様基本語彙の中にも漢字語に侵食されているものがあり、その比率は日本語よりも高めである。たとえば、山を表す산/san/、川を表す강/gaŋ/はそれぞれ「山」、「江」であり、元々あった山と川を表す固有語（뫼, 가람）は残存しているものの、意味の縮小と非日常語化を余儀なくされた。
近代以降は日本留学生が和製漢語を取り入れ始め、和製漢語に翻訳された西洋の近代用語を中心に漢字表記語の借用が行われた。日本語から流入した漢字表記語には、日本語においても音読みの「漢語」として存在したものだけでなく、「取扱」（とりあつかい）→취급/chwigɯp/、「引下（げ）」（ひきさげ）→인하/inha/のように日本語では訓読みをしたものも含まれる。
漢字語は名詞、動詞、形容詞に見られる。名詞はそのまま取り込まれたが、動詞、形容詞は朝鮮語の活用体系に合わせるため、-하다/hada/を付けて取り込まれた。これは日本語におけるサ変動詞、形容動詞がそれぞれ語幹に「～する」、「〜だ・な」を付けて活用するのと同じである。
漢字の読音は日本語の場合とは異なり、1字に対してほぼ1つに統一されている。稀に1つの漢字が複数の音を持つ場合があるが、それは日本語の漢音・呉音のように複数の時代の中国音を反映しているのではなく、中国語における一字多音を反映していることが多い。たとえば、悪には악/ak/と오/o/の2つの読音があるが、악/ak/は「悪い」という意味であり、오/o/は「憎む」という意味であり、もともと中国語において存在した区別を反映している。なおこの場合、日本語ではアク・オ、中国語の普通話では è ・ wù に、それぞれ対応する。
三層目は（漢字語以外の）外来語である。韓国においては英語、北朝鮮においてはロシア語が主な輸入源となった。外来語を取り込む方法は漢字語に準ずる（名詞はそのまま、動詞、形容詞は하다を付ける）。
その他の外来要素としては、主に植民地時代に流入した日本語と高麗末期に元朝から流入したモンゴル語がある。ここでいう日本語とは、朝鮮漢字音読みで取り入れられた和製漢語を除き、和語および日本語読みの漢語、外来語を日本語の発音に近い形で受け入れたものである。たとえば「勝負」は古典中国語由来の朝鮮漢字音で読む승부/sɯŋbu/という形で朝鮮語に定着している単語であるが、日本漢字音「ショウブ」に由来する쇼부/sjobu/という形でも流入した。このようにして日本語から取り込まれた語彙には、「弁当」벤또/bentto/、「うどん」우동/udoŋ/、「バケツ」바께쓰/bakkessɯ/などがあるが、韓国・北朝鮮の両政府はこのような日本語からの借用語を排除する政策を採ったため、現在では高齢者を中心に限られた範囲で俗語として扱われていることが多い。品詞は名詞、副詞が多く、副詞は本来の日本語が持っているニュアンスとは微妙に異なることが多い。これらの語彙は朝鮮語の語彙全体からして非常に低い割合でしかないが、日本統治時代の残滓と考えられたため問題視されたのである。モンゴル語は当時はかなりの影響力があったとする学説もあるが、現代ではごく僅かな特殊語彙に痕跡をとどめるのみである。
韓国と北朝鮮ではそれぞれ別々に言語政策を取ったため、2つの地域では語彙にも差が見られる（詳細は「朝鮮語の南北差」を参照）。また、中国の朝鮮族によって話されている中国朝鮮語は中国語の強い影響を受けている。中国語を朝鮮語音で読んで取り入れる場合もあれば、中国語音をそのまま取り入れる場合もある。たとえば、「卒業」は韓国においては同じ漢字を朝鮮語読みで졸업/chorɔp/というが、中国では「毕业（畢業）」を朝鮮語読みして필업/pirɔp/という。また、「コンピューター」は韓国では英語に由来する컴퓨터/kɔmpjutɔ/だが、中国では「电脑（電脳）」の中国語音に由来する뗀노/ttenno/である。中央アジアにおいてもロシア語の動詞 стрoйть（建てる）から不定詞語尾 -ть を取って代わりに-하다を付けて 스트레이하다/sɯtɯreihada/とするなどのロシア語流入が行われている。
また、朝鮮語が輸入した英語であるコングリッシュには元の英語にない独自の英語の語彙も存在する。

## 使用国家

### 朝鮮語を公用語とする地域
※使用する人口が多い順
- 大韓民国
- 朝鮮民主主義人民共和国
- 中華人民共和国
  - 吉林省
  - 延辺朝鮮族自治州
  - 長白朝鮮族自治県

### 朝鮮語を主要外国語とする国
- アゼルバイジャン
- アメリカ合衆国
- インド
- インドネシア
- ウズベキスタン
- オーストラリア
- カザフスタン
- キリバス
- タイ
- 中華人民共和国
- 中華民国
- ドイツ
- トルクメニスタン
- トルコ
- 日本
- フィリピン
- フランス
- ベラルーシ
- マレーシア
- 南アフリカ共和国
- ロシア